# Associazione Sportiva Biellese 1966-1967
Questa voce raccoglie le informazioni riguardanti l'Associazione Sportiva Biellese nelle competizioni ufficiali della stagione 1966-1967.

## Rosa
| N. |                   | Ruolo | Calciatore          |
| -- | ----------------- | ----- | ------------------- |
|    | Italia (bandiera) | P     | Enzo Albertini      |
|    | Italia (bandiera) | P     | Piero Binelli       |
|    | Italia (bandiera) | A     | Walter Boglietti    |
|    | Italia (bandiera) | D     | Benito Boldi        |
|    | Italia (bandiera) | D     | Amedeo Cestari      |
|    | Italia (bandiera) | A     | Enzo Cugnolio       |
|    | Italia (bandiera) | C     | Piergiorgio Finotti |
|    | Italia (bandiera) | A     | Vittorino Franzi    |
|    | Italia (bandiera) | D     | Giorgio Garagiola   |
|    | Italia (bandiera) | A     | Mario Garri         |
|    | Italia (bandiera) | C     | Mario Invernizzi    |

| N. |                   | Ruolo | Calciatore            |
| -- | ----------------- | ----- | --------------------- |
|    | Italia (bandiera) | C     | Enrico Lastrucci      |
|    | Italia (bandiera) | C     | Aldo Livraghi         |
|    | Italia (bandiera) | C     | Silvano Magheri       |
|    | Italia (bandiera) | C     | Attilio Marchesi      |
|    | Italia (bandiera) | D     | Renato Mattarucchi    |
|    | Italia (bandiera) | D     | Sergio Menegotti      |
|    | Italia (bandiera) | C     | Gualtiero Mosca       |
|    | Italia (bandiera) | D     | Pierangelo Piccinelli |
|    | Italia (bandiera) | D     | Dino Valerio          |
|    | Italia (bandiera) | C     | Carlo Zonda           |